# Zhoujia, Chongqing
Zhoujia (kinesiska: 周嘉) är en köping i sydvästra Kina. Den ligger i Dianjiang härad i storstadsområdet Chongqing,  omkring 130 kilometer nordost om det centrala stadsdistriktet Yuzhong. Antalet invånare är 32 562. Befolkningen består av 15 920 kvinnor och 16 642 män. Barn under 15 år utgör 24,0 %, vuxna 15-64 år 60 %, och äldre över 65 år 14,0 %.